# Gouiecythere
Gouiecythere is een geslacht van kreeftachtigen uit de klasse van de Ostracoda (mosselkreeftjes).

## Soorten
- Gouiecythere inversa (Malz, 1981)
- Gouiecythere lianshuae Hu & Tao, 2008
- Gouiecythere obesa (Hu, 1978)